# Seattle Sounders FC 2025
Questa voce raccoglie le informazioni riguardanti i Seattle Sounders nelle competizioni ufficiali della stagione 2025.

## Stagione
La stagione 2025 è la 17ª stagione per i Seattle Sounders nella Major League Soccer (MLS), il massimo campionato professionistico di calcio organizzato negli Stati Uniti, nonché la 42ª stagione dalla nascita della franchigia calcistica professionistica dei Sounders, la cui origine risale al 1974. La squadra è per la 9ª stagione consecutiva sotto la guida dell'allenatore Brian Schmetzer.
I Sounders disputano in questa stagione un totale di 42 partite, tra MLS, coppa nazionale e ben due competizioni internazionali, ovvero la CONCACAF Champions Cup 2025 (a cui si sono qualificati grazie ai risultati della precedente stagione nella MLS 2024) e la FIFA Club World Cup 2025 (a cui hanno potuto accedere grazie alla loro vittoria della CONCACAF Champions League 2022). La fase a gironi della manifestazione FIFA verrà disputata anche nello stesso stadio casalingo dei Sounders, il Lumen Field di Seattle.

### La stagione precedente
I Sounders sono una delle squadre più di successo della MLS negli ultimi anni. Dal momento in cui è arrivato sulla panchina della squadra di Seattle Brian Schmetzer, nel 2016, i Sounders hanno vinto 2 MLS Cup (in 4 volte in cui sono arrivati in finale), nonché la CONCACAF Champions Cup 2022, oltre a riuscire a partecipare alla FIFA Club World Cup 2023. A seguito di questi risultati, il 24 ottobre 2024 i Sounders hanno concluso con Schmetzer il rinnovo del suo contratto. Nella stagione 2024 i Sounders hanno disputato un totale di 47 gare, totalizzando 22 vittorie, 13 sconfitte e 12 pareggi. La prima parte della stagione non è iniziata positivamente, con un record stagionale negativo fino a quando Schmetzer è riuscito a trovare la quadra della formazione titolare; a partire da metà stagione, quindi, i Sounders hanno cominciato ad accumulare vittorie, riuscendo a diventare la squadra con la miglior difesa di tutta la lega. I Sounders hanno continuato sulla loro linea di far crescere e giocare soprattutto giocatori cresciuti nella loro organizzazione, limitando notevolmente la firma di giocatori provenienti dall'estero. Il percorso dei Sounders nella U.S. Open Cup 2024 si è concluso alle semifinali, mentre sono stati eliminati ai quarti di finale di Leagues Cup dai Los Angeles FC, per poi battere quest'ultima squadra nei playoff MLS. La corsa al titolo dei Sounders si è comunque conclusa nella Western Conference Final, venendo sconfitti dai LA Galaxy.

### Lapreseason
Il training camp prestagionale dei Sounders comincia a Renton il 13 gennaio 2025, ad appena 45 giorni dall'ultima partita disputata nella stagione 2024. Ufficialmente nessun giocatore dei Sounders risulta infortunato prima del training camp; soltanto Jesús Ferreira arriva al ritiro in pieno recupero da un precedente problema al ginocchio patito durante il ritiro con la nazionale statunitense. Il 20 gennaio 2025 la squadra si trasferisce in Spagna, presso il Marbella Football Center, per la seconda parte del training camp durante il quale affronta in amichevole diverse squadre europee. Il roster ufficiale della squadra nella preseason include 26 giocatori sotto contratto con i Sounders, a cui si aggiungono diversi calciatori della squadra di riserva, il Tacoma Defiance. Il 28 gennaio 2025 viene firmato il difensore sudcoreano Kim Kee-hee per una stagione (si tratta di un ritorno a Seattle, dato che ha giocato con i Sounders nella stagione 2019).
Nelle prime amichevoli prestagionali, i Sounders battono gli ungheresi del Puskás Akadémia e i danesi dell'Aalborg. Le ultime due partite amichevoli del training camp in Spagna vengono disputate contro gli svedesi dell'IFK Norrköping e contro l'Hammarby, entrambe disputate nella stessa giornata (portando a casa 2 pareggi). Quindi, il 6 febbraio, i Sounders tornano a Renton, nella loro sede di allenamento abituale di Longacres per disputare l'ultima amichevole prestagionale, contro il Louisville City (che milita nella USL). I Sounders si impongono con un netto 4-0 nella prima partita (in cui si mette in mostra per i Sounders il centrocampista argentino Pedro de la Vega) e con una seconda vittoria per 3-0.
Nel febbraio 2025 i Sounders presentano ufficialmente la nuova seconda maglia per la stagione 2025, denominata "Salish Sea Kit": i suoi colori principali sono il blu e il verde acqua, con dei motivi triangolari che richiamano l'arte tessile tradizionale delle tribù native Salish, rendendo omaggio alle antiche popolazioni abitanti nella regione corrispondente allo Stato di Washington. La maglia è stata disegnata in collaborazione con tre artisti Salish locali (Connie McCloud, appartenente alla tribù Puyallup, Gail White Eagle della tribù Muckleshoot e Danielle Morsette della tribù Suquamish). La maglia include una frase nella lingua Salish (la cui traduzione è "l'acqua è sacra") e, sul retro, il profilo di un'orca stilizzata. Si tratta della prima maglia di colore blu che i Sounders adottano dalla stagione 2017.

### Febbraio e marzo

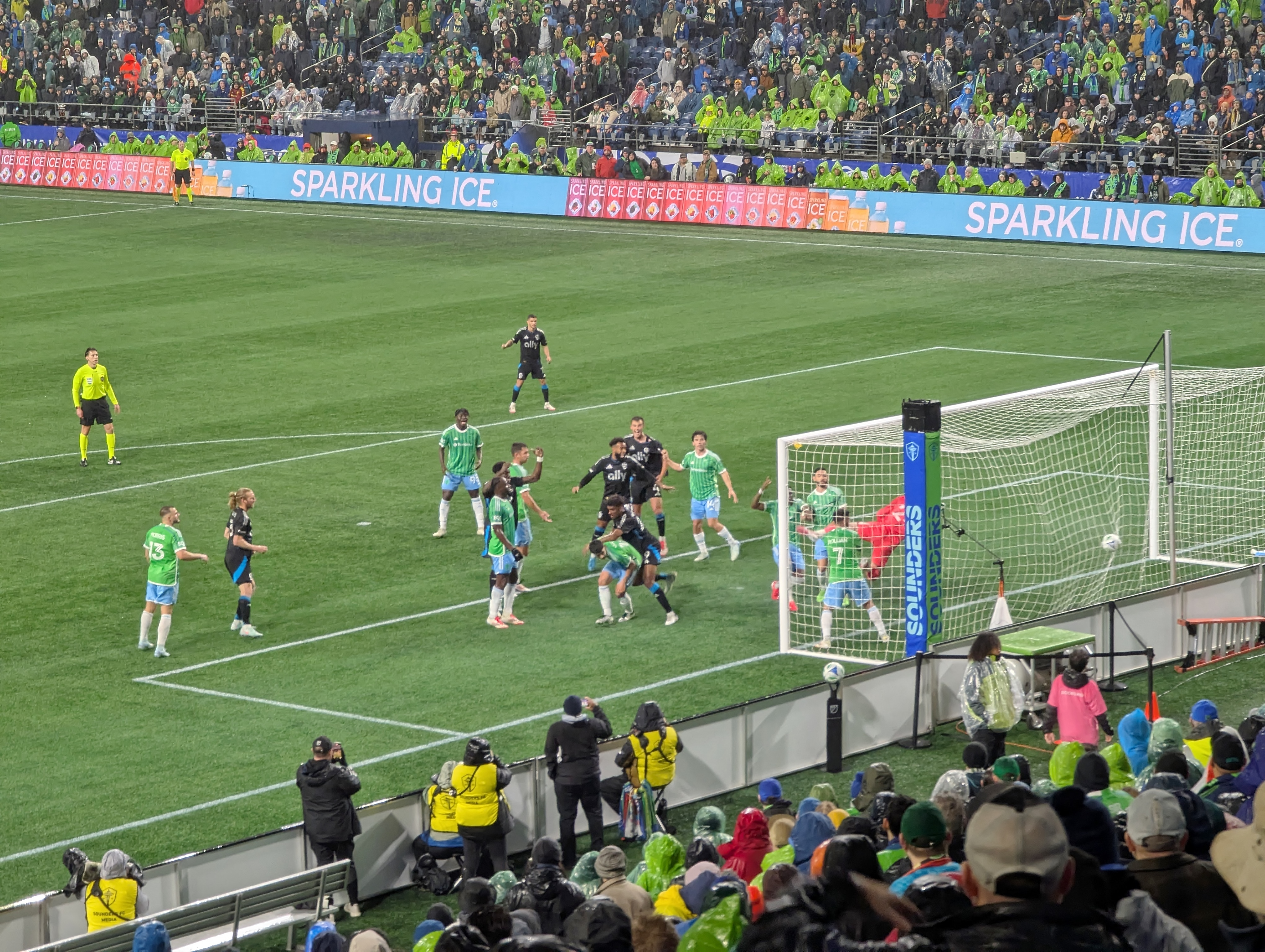
Il primo gol subito dai Sounders nel campionato 2025 contro Charlotte, il 22 febbraio 2025.

La stagione ufficiale dei Sounders si apre il 19 febbraio con il First Round della Champions Cup, a cui partecipano per l'ottava volta nella loro storia, sfidando la squadra guatemalteca dell'Antigua. I Sounders vincono per 3-1 all'andata (con gol di Arriola al 3° minuto, e con le reti di Pedro de la Vega e di Albert Rusnák nel secondo tempo), portando a casa in tal modo la prima vittoria fuori casa in America Centrale dal 2012. Quindi, tre giorni dopo, i Sounders tornano a Seattle e disputano la prima gara del campionato MLS contro Charlotte, con cui pareggiano 2-2 con la doppietta di Jordan Morris e l'autogol nel recupero di Yeimar Gómez. La doppietta di Morris consente all'attaccante statunitense di raggiungere a quota 86 reti le marcature segnate da Raúl Ruidíaz in maglia Sounders. Nella gara di ritorno contro l'Antigua, i Sounders vincono nuovamente con il punteggio di 3-1, grazie nuovamente ad Arriola e ad una doppietta di de la Vega.
Nella loro prima gara in trasferta del campionato, i Sounders vanno nello Utah per sfidare il Real Salt Lake, subendo una sconfitta per 2-0 all'America First Field di Sandy (stadio in cui i Sounders non vincono dalla stagione 2011) provocata nuovamente da una pessima prestazione difensiva, con l'autorete di Nouhou nelle prime fasi della gara ed il gol segnato da Forster Ajago al 79° minuto. Quattro giorni dopo i Sounders tornano a Seattle per disputare la gara di andata degli ottavi di finale di Champions Cup contro i messicani del Cruz Azul, una delle squadre più vincenti della Liga MX, che schierano una formazione di seconde linee. La prima vittoria in campionato dei Sounders arriva nella gara successiva contro il Los Angeles FC, battuto con il punteggio di 5-2 nonostante coach Schmetzer decida di far riposare molti titolari. Nella gara segnano sia la giovane speranza dei Sounders Kalani Kossa-Rienzi (all'11° minuto) e Jordan Morris, che diventa così il capocannoniere dell'intera storia della squadra di Seattle con 87 reti.
Con la sconfitta per 1-4 in Champions Cup contro il Cruz Azul a Città del Messico, i Sounders vengono eliminati agli ottavi di finale di Champions Cup, perdendo anche per infortunio sia Paul Arriola (che si lesiona il legamento crociato anteriore del ginocchio sinistro) che Jordan Morris. Con la sconfitta in terra messicana, si conclude la striscia di 13 partite da imbattuti dei Sounders in competizioni CONCACAF (la striscia di imbattibilità più lunga tra tutte le squadre MLS).
La regular season del campionato si prolunga fino al mese di ottobre, prevedendo una pausa durante la disputa della Club World Cup nel mese di giugno. I Sounders, impegnati in quest'ultima manifestazione, disputano le proprie partite della fase a gironi nel proprio impianto casalingo, il Lumen Field di Seattle: nelle tre gare affrontano i brasiliani del Botafogo, gli spagnoli dell'Atlético Madrid e i francesi del PSG.

## Maglie e sponsor
Il fornitore tecnico per la stagione 2025 è Adidas, mentre il main sponsor sulla maglia è Providence.
| Manica sinistra · Manica sinistra · Maglietta · Maglietta · Manica destra · Manica destra · Pantaloncini · Pantaloncini · Calzettoni | Manica sinistra · Manica sinistra · Maglietta · Maglietta · Manica destra · Manica destra · Pantaloncini · Pantaloncini · Calzettoni · Calzettoni | Manica sinistra · Manica sinistra · Maglietta · Maglietta · Manica destra · Manica destra · Pantaloncini · Pantaloncini · Calzettoni · Calzettoni |

## Rosa
Dati aggiornati al 1° agosto 2025.
| N. |                          | Ruolo | Calciatore         |
| -- | ------------------------ | ----- | ------------------ |
| 3  | Stati Uniti (bandiera)   | D     | Travian Sousa      |
| 5  | Camerun (bandiera)       | D     | Nouhou Tolo        |
| 6  | Brasile (bandiera)       | C     | João Paulo         |
| 7  | El Salvador (bandiera)   | C     | Cristian Roldan    |
| 9  | Stati Uniti (bandiera)   | A     | Jesús Ferreira     |
| 10 | Argentina (bandiera)     | A     | Pedro de la Vega   |
| 11 | Slovacchia (bandiera)    | A     | Albert Rusnák      |
| 13 | Stati Uniti (bandiera)   | A     | Jordan Morris      |
| 14 | Stati Uniti (bandiera)   | C     | Paul Rothrock      |
| 15 | Stati Uniti (bandiera)   | D     | Jon Bell           |
| 16 | El Salvador (bandiera)   | D     | Alex Roldán        |
| 17 | Stati Uniti (bandiera)   | A     | Paul Arriola       |
| 18 | Messico (bandiera)       | C     | Obed Vargas        |
| 19 | Stati Uniti (bandiera)   | C     | Danny Musovski     |
| 20 | Corea del Sud (bandiera) | D     | Kim Kee-hee        |
| 21 | Stati Uniti (bandiera)   | C     | Reed Baker-Whiting |

| N. |                           | Ruolo | Calciatore          |
| -- | ------------------------- | ----- | ------------------- |
| 24 | Svizzera (bandiera)       | P     | Stefan Frei ()      |
| 25 | Stati Uniti (bandiera)    | D     | Jackson Ragen       |
| 26 | Russia (bandiera)         | P     | Andrew Thomas       |
| 27 | Portogallo (bandiera)     | A     | Braudílio Rodrigues |
| 28 | Colombia (bandiera)       | D     | Yeimar Gómez        |
| 29 | Stati Uniti (bandiera)    | P     | Jacob Castro        |
| 33 | Stati Uniti (bandiera)    | D     | Cody Baker          |
| 37 | Stati Uniti (bandiera)    | C     | Snyder Brunell      |
| 39 | Stati Uniti (bandiera)    | D     | Stuart Hawkins      |
| 75 | Stati Uniti (bandiera)    | C     | Danny Leyva         |
| 77 | Inghilterra (bandiera)    | A     | Ryan Kent           |
| 85 | Stati Uniti (bandiera)    | C     | Kalani Kossa-Rienzi |
| 93 | Costa d'Avorio (bandiera) | C     | Georgi Minoungou    |
| 95 | Guyana (bandiera)         | A     | Osaze De Rosario    |
| -- | Stati Uniti (bandiera)    | D     | Leo Burney          |

## Trasferimenti
Dati aggiornati al 15 maggio 2025.

### Sessione invernale
| Acquisti         | Acquisti            | Acquisti        | Acquisti                        |
| R.               | Nome                | da              | Modalità                        |
| ---------------- | ------------------- | --------------- | ------------------------------- |
| A                | Jesús Ferreira      | FC Dallas       | definitivo (1,45 milioni $)     |
| D                | Kim Kee-hee         |                 | svincolato                      |
| A                | Paul Arriola        | FC Dallas       | definitivo (?)                  |
| A                | Ryan Kent           |                 | svincolato                      |
| Altre operazioni |                     |                 |                                 |
| R.               | Nome                | da              | Modalità                        |
| D                | Leo Burney          |                 | svincolato                      |
| C                | Ryan Baer           |                 | draft                           |
| D                | Demian Alvarez      |                 | draft                           |
| A                | Trace Terry         |                 | draft                           |
| D                | Travian Sousa       | Tacoma Defiance | aggregato dalla squadra riserve |
| C                | Kalani Kossa-Rienzi | Tacoma Defiance | aggregato dalla squadra riserve |
| A                | Osaze De Rosario    | Tacoma Defiance | aggregato dalla squadra riserve |
| D                | Stuart Hawkins      | Tacoma Defiance | aggregato dalla squadra riserve |

| Cessioni         | Cessioni            | Cessioni        | Cessioni                         |
| R.               | Nome                | a               | Modalità                         |
| ---------------- | ------------------- | --------------- | -------------------------------- |
| C                | Josh Atencio        | Colorado        | definitivo (1,3 milioni $)       |
| D                | Nathan              |                 | svincolato                       |
| C                | Léo Chú             | FC Dallas       | definitivo (?)                   |
| A                | Braudílio Rodrigues |                 | svincolato                       |
| A                | Raúl Ruidíaz        |                 | svincolato                       |
| C                | Dylan Teves         |                 | svincolato                       |
| C                | Sota Kitahara       |                 | svincolato                       |
| Altre operazioni |                     |                 |                                  |
| R.               | Nome                | a               | Modalità                         |
| C                | Ryan Baer           | Tacoma Defiance | riaggregato alla squadra riserve |
| D                | Demian Alvarez      | Tacoma Defiance | riaggregato alla squadra riserve |

### Sessione estiva
| Acquisti         | Acquisti       | Acquisti        | Acquisti                        |
| R.               | Nome           | da              | Modalità                        |
| ---------------- | -------------- | --------------- | ------------------------------- |
|                  |                |                 |                                 |
| Altre operazioni |                |                 |                                 |
| R.               | Nome           | da              | Modalità                        |
| C                | Snyder Brunell | Tacoma Defiance | aggregato dalla squadra riserve |

| Cessioni         | Cessioni | Cessioni | Cessioni |
| R.               | Nome     | a        | Modalità |
| ---------------- | -------- | -------- | -------- |
|                  |          |          |          |
| Altre operazioni |          |          |          |
| R.               | Nome     | a        | Modalità |
|                  |          |          |          |

## Risultati
Dati aggiornati al 17 agosto 2025.
I Sounders disputano nella stagione 2025 un totale di almeno 42 partite in diverse competizioni. Oltre a disputare le gare di regular season della MLS, i Sounders partecipano alla CONCACAF Champions Cup 2025 a partire dal mese di febbraio, alla FIFA Club World Cup 2025 nei mesi di giugno e luglio e alla Leagues Cup nei mesi di luglio e agosto. I Sounders, al contrario, non prendono parte alla Open Cup 2025, la cui partecipazione è limitata a 16 squadre appartenenti alla MLS; in quest'ultima manifestazione, tuttavia, i Sounders sono indirettamente rappresentati, dato che vi partecipa il Tacoma Defiance, la sua squadra riserve.

### Major League Soccer

#### Regular season
Il calendario della regular season di MLS è stato reso noto il 19 dicembre 2024. I Sounders disputano 34 partite (17 in casa e 17 in trasferta), dovendo affrontare per la maggior parte squadre appartenenti alla sua conference di appartenenza, la Western Conference, dovendo comunque affrontare 6 squadre della Eastern Conference. Il calendario della regular season prevede una pausa nel mese di giugno, per fare spazio alla Club World Cup e alla Gold Cup, mentre non si interrompe durante la disputa della Leagues Cup nel mese di agosto (al contrario di quanto avvenuto nelle stagioni precedenti).
| Arbitro: | Filip Dujic |

|                             |           |                                      |
| J. Morris 19’ J. Morris 49’ | Marcatori | 35’ M. Malanda 90+3’ (aut.) Y. Gómez |

| Arbitro: | Ricardo Fierro |

|                               |           |  |
| Nouhou 8’ (aut.) F. Ajago 79’ | Marcatori |  |

| Arbitro: | Drew Fischer |

|                                                                                 |           |                                |
| K. Kossa-Rienzi 11’ P. Rothrock 57’ J. Morris 77’ C. Roldan 84’ A. Rusnák 90+4’ | Marcatori | 38’ N. Ordaz 90+2’ D. Martínez |

| Arbitro: | Fotis Bazakos |

|              |           |  |
| E. Löwen 15’ | Marcatori |  |

| Seattle 22 marzo 2025, ore 19:30 PDT Game 5 | Seattle Sounders | 0 – 0 referto | Houston Dynamo | Lumen Field (31 293 spett.)\| Arbitro: \| Allen Chapman \| |
| Arbitro:                                    | Allen Chapman    |               |                |                                                            |

| Arbitro: | Guido Gonzales Jr. |

|               |           |               |
| B. Leroux 32’ | Marcatori | 80’ A. Rusnák |

| Arbitro: | Malik Badawi |

|                                             |           |  |
| J. Tverskov 2’ A. Godoy 41’ H. Lozano 45+3’ | Marcatori |  |

| Arbitro: | Filip Dujic |

|  |           |                 |
|  | Marcatori | 17’ D. Musovski |

| Arbitro: | Ricardo Fierro |

|                                                   |           |  |
| D. Musovski 19’ P. de la Vega 30’ P. Rothrock 34’ | Marcatori |  |

| Arbitro: | Alexis Da Silva |

|                   |           |                 |
| D. Mihailović 54’ | Marcatori | 45’ D. Musovski |

| Arbitro: | Lorenzo Hernandez |

|                                                                 |           |                      |
| A. Rusnák 33’ (rig.) O. Vargas 61’ D. Musovski 81’ Nouhou 90+1’ | Marcatori | 29’ (rig.) M. Hartel |

| Arbitro: | Victor Rivas |

|                |           |                                             |
| O. Awodesu 32’ | Marcatori | 22’ D. Musovski 46’ A. Rusnák 58’ A. Rusnák |

| Arbitro: | Pierre-Luc Lauzière |

|                                                           |           |  |
| C. Ünder 26’ J. Ebobisse 51’ D. Bouanga 80’ Y. Yeboah 86’ | Marcatori |  |

| Arbitro: | Rosendo Mendoza |

|               |           |               |
| S. Moreno 36’ | Marcatori | 30’ A. Rusnák |

| Arbitro: | Allen Chapman |

|                      |           |  |
| A. Rusnák 86’ (rig.) | Marcatori |  |

| Arbitro: | Ismir Pekmic |

|                 |           |  |
| J. Ferreira 58’ | Marcatori |  |

| Arbitro: | Lukasz Szpala |

|                                          |           |                                                     |
| K. Kossa-Rienzi 55’ N. Romero 83’ (aut.) | Marcatori | 51’ T. Oluwaseyi 54’ (rig.) R. Lod 58’ T. Oluwaseyi |

| Arbitro: | Ricardo Fierro |

|                                                  |           |  |
| J. Badwal 40’ D. Ríos 70’ D. Kreilach 88’ (rig.) | Marcatori |  |

| Arbitro: | Timothy Ford |

|                                   |           |  |
| J. Ferreira 45+2’ D. Musovski 54’ | Marcatori |  |

| Arbitro: | Ismir Pekmic |

|                 |           |              |
| P. Rothrock 43’ | Marcatori | 27’ D. Rossi |

| Arbitro: | Elijio Arreguin |

|                                              |           |                                                      |
| D. Joveljić 67’ (rig.) S. Muñoz 90+6’ (rig.) | Marcatori | 15’ J. Morris 27’ (rig.) A. Rusnák 45+8’ J. Ferreira |

| Arbitro: | Lorenzo Hernandez |

|                                           |           |                                                            |
| O. Vargas 16’ A. Rusnák 43’ A. Rusnák 47’ | Marcatori | 50’ (rig.) D. Mihailović 53’ (rig.) C. Bassett 75’ D. Yapi |

| Arbitro: | Drew Fischer |

|                                                   |           |                           |
| D. Musovski 28’ D. Musovski 54’ P. de la Vega 69’ | Marcatori | 26’ P. Judd 64’ C. Arango |

| Arbitro: | Ramy Touchan |

|                                       |           |                                       |
| Y. Gómez 7’ (aut.) A. Miranchuk 90+9’ | Marcatori | 54’ P. de la Vega 90+5’ O. De Rosario |

| Arbitro: | Allen Chapman |

|  |           |                                                                   |
|  | Marcatori | 25’ (aut.) J. Aude 37’ D. Musovski 54’ D. Musovski 85’ S. Brunell |

| Arbitro: | Malik Badawi |

|                |           |  |
| J. Pereyra 73’ | Marcatori |  |

| Seattle 24 agosto 2025, ore 18:00 PDT Game 27 | Seattle Sounders | – referto | Sporting K.C. | Lumen Field |

| Seattle 30 agosto 2025, ore 19:30 PDT Game 28 | Seattle Sounders | – referto | Real Salt Lake | Lumen Field |

| Seattle 13 settembre 2025, ore 17:30 PDT Game 29 | Seattle Sounders | – referto | LA Galaxy | Lumen Field |

| Fort Lauderdale 16 settembre 2025, ore 16:30 PDT Game 30 | Inter Miami | – referto | Seattle Sounders | Chase Stadium |

| Austin 21 settembre 2025, ore 17:30 PDT Game 31 | Austin FC | – referto | Seattle Sounders | Q2 Stadium |

| Seattle 27 settembre 2025, ore 19:30 PDT Game 32 (Cascadia Cup) | Seattle Sounders | – referto | Vancouver Whitecaps | Lumen Field |

| Seattle 4 ottobre 2025, ore 19:30 PDT Game 33 (Cascadia Cup) | Seattle Sounders | – referto | Portland Timbers | Lumen Field |

| New York 18 ottobre 2025, ore 15:00 PDT Game 34 | New York City | – referto | Seattle Sounders | ... |

### Champions Cup
Avendo ottenuto il terzo miglior punteggio nella classifica generale nella stagione precedente di MLS, e data la concomitante vittoria degli LA Galaxy della MLS, i Seattle Sounders hanno ottenuto il diritto di partecipare alla CONCACAF Champions Cup 2025. La partecipazione dei Sounders alla Champions Cup è cominciata a partire dal primo turno.
Il sorteggio del tabellone si è tenuto il 10 dicembre 2024 a Miami, nel quale i Sounders erano inserito nell'urna 1 grazie al suo 8° posto nel ranking CONCACAF.

#### Primo turno
Dal sorteggio, i Seattle Sounders sono stati accoppiati all'Antigua (Guatemala).
| Arbitro: | Katia García |

|               |           |                                                 |
| O. Santis 24’ | Marcatori | 3’ P. Arriola 61’ P. de la Vega 90+5’ A. Rusnák |

| Arbitro: | Selvin Brown |

|                                                    |           |                 |
| P. de la Vega 24’ P. Arriola 53’ P. de la Vega 88’ | Marcatori | 45+2’ J. Gálvez |

Con il risultato aggregato di 6-2 in suo favore, i Seattle Sounders hanno battuto l'Antigua qualificandosi per gli ottavi di finale.

#### Ottavi di finale
Agli ottavi di finale, i Seattle Sounders hanno affrontato il Cruz Azul (Messico).
| Seattle 5 marzo 2025, ore 14:00 PST Ottavi di finale (andata) | Seattle Sounders | 0 – 0 referto | Cruz Azul | Lumen Field (27 844 spett.)\| Arbitro: \| Julio Luna \| |
| Arbitro:                                                      | Julio Luna       |               |           |                                                         |

| Arbitro: | Oshane Nation |

|                                                                |           |                 |
| C. Rodríguez 33’ Á. Sepúlveda 71’ L. Romero 85’ J. Sánchez 88’ | Marcatori | 75’ D. Musovski |

Con il risultato aggregato di 1-4 in suo sfavore, i Seattle Sounders sono stati battuti dal Cruz Azul ed eliminati dalla Champions Cup.

### FIFA Club World Cup
I Seattle Sounders hanno ottenuto il diritto di partecipare alla FIFA Club World Cup 2025 avendo vinto la CONCACAF Champions League 2022. I Sounders disputano le proprie partite della fase a gironi nel proprio stadio casalingo, il Lumen Field di Seattle.
Il sorteggio della manifestazione si è tenuto il 5 dicembre 2024 a Miami, dal quale i Seattle Sounders sono stati aggregati nel Gruppo B insieme a PSG (Francia), Atletico Madrid (Spagna) e Botafogo (Brasile).

#### Fase a gironi (Gruppo B)

##### Risultati
| Arbitro: | Glenn Nyberg |

|                         |           |               |
| Jair 28’ Igor Jesus 44’ | Marcatori | 75’ C. Roldan |

| Arbitro: | Yael Falcón Pérez |

|               |           |                                             |
| A. Rusnák 50’ | Marcatori | 11’ P. Barrios 47’ A. Witsel 55’ P. Barrios |

| Arbitro: | Cristián Garay |

|  |           |                                     |
|  | Marcatori | 35’ K. K'varatskhelia 66’ A. Hakimi |

Concludendo la fase a gironi all'ultimo posto del Gruppo A, i Seattle Sounders sono stati eliminati dalla Club World Cup.

### Leagues Cup
Avendo ottenuto il 7º posto nella classifica generale della MLS 2024, i Sounders hanno ottenuto la qualificazione per la Leagues Cup 2025, venendo inseriti nel gruppo West e dovendo disputare 3 gare nella Phase One contro Cruz Azul, Santos Laguna e Tijuana (tutte appartenenti alla Liga MX).

#### Phase One

##### Risultati
| Arbitro: | Víctor Cáceres Hernández |

|  |           | |
|  | Marcatori | 48’ Y. Gómez 50’ O. Vargas 58’ J. Ferreira 69’ O. De Rosario 76’ P. de la Vega 88’ Nouhou 90+1’ P. de la Vega |

| Arbitro: | Steffon Dewar |

|                                     |           |                 |
| H. Ortega 8’ (aut.) G. Minongou 72’ | Marcatori | 90+6’ C. Dájome |

| Arbitro: | Ekaterina Koroleva |

|                                   |           |                    |
| O. De Rosario 56’ D. Musovski 87’ | Marcatori | 45+4’ K. Castañeda |

Classificandosi al 1° posto nella classifica della MLS della Phase One, i Seattle Sounders hanno ottenuto la qualificazione ai quarti di finale di Leagues Cup.

#### Quarti di finale
Ai quarti di finale, i Seattle Sounders affronteranno il Puebla (Messico), squadra classificatasi al 4° posto nella classifica della Liga MX della Phase One.

##### Risultati
| Seattle 20 agosto 2025, ore 20:00 PDT Quarti di finale (gara unica) | Seattle Sounders | – referto | Puebla | Lumen Field |

## Statistiche
Dati aggiornati al 17 agosto 2025.

### Statistiche di squadra
| Competizione   | P.ti | In casa | In casa | In casa | In casa | In casa | In casa | In trasferta | In trasferta | In trasferta | In trasferta | In trasferta | In trasferta | In campo neutro | In campo neutro | In campo neutro | In campo neutro | In campo neutro | In campo neutro | Totale | Totale | Totale | Totale | Totale | Totale | DR  |
| Competizione   | P.ti | G       | V       | N       | P       | Gf      | Gs      | G            | V            | N            | P            | Gf           | Gs           | G               | V               | N               | P               | Gf              | Gs              | G      | V      | N      | P      | Gf     | Gs     | DR  |
| -------------- | ---- | ------- | ------- | ------- | ------- | ------- | ------- | ------------ | ------------ | ------------ | ------------ | ------------ | ------------ | --------------- | --------------- | --------------- | --------------- | --------------- | --------------- | ------ | ------ | ------ | ------ | ------ | ------ | --- |
| MLS            | 41   | 12      | 7       | 4       | 1       | 27      | 14      | 14           | 4            | 4            | 6            | 16           | 22           | 0               | 0               | 0               | 0               | 0               | 0               | 26     | 11     | 8      | 7      | 43     | 36     | +7  |
| Champions Cup  | -    | 2       | 1       | 1       | 0       | 3       | 1       | 2            | 1            | 0            | 1            | 4            | 5            | 0               | 0               | 0               | 0               | 0               | 0               | 4      | 2      | 1      | 1      | 7      | 6      | +1  |
| Leagues Cup    | 9    | 0       | 0       | 0       | 0       | 0       | 0       | 0            | 0            | 0            | 0            | 0            | 0            | 3               | 3               | 0               | 0               | 11              | 2               | 3      | 3      | 0      | 0      | 11     | 2      | +9  |
| Club World Cup | 3    | 0       | 0       | 0       | 0       | 0       | 0       | 0            | 0            | 0            | 0            | 0            | 0            | 3               | 0               | 0               | 3               | 2               | 7               | 3      | 0      | 0      | 3      | 2      | 7      | -5  |
| Totale         | -    | 14      | 8       | 5       | 1       | 30      | 15      | 16           | 5            | 4            | 7            | 20           | 27           | 6               | 3               | 0               | 3               | 13              | 9               | 36     | 16     | 9      | 11     | 43     | 51     | +12 |

### Andamento in campionato

#### Western Conference
| Giornata  | 1 | 2  | 3 | 4  | 5  | 6  | 7  | 8  | 9 | 10 | 11 | 12 | 13 | 14 | 15 | 16 | 17 | 18 | 19 | 20 | 21 | 22 | 23 | 24 | 25 | 26 | 27 | 28 | 29 | 30 | 31 | 32 | 33 | 34 |
| --------- | - | -- | - | -- | -- | -- | -- | -- | - | -- | -- | -- | -- | -- | -- | -- | -- | -- | -- | -- | -- | -- | -- | -- | -- | -- | -- | -- | -- | -- | -- | -- | -- | -- |
| Luogo     | C | T  | C | T  | C  | T  | T  | T  | C | T  | C  | T  | T  | T  | C  | C  | C  | T  | C  | C  | T  | C  | C  | T  | T  | T  |    |    |    |    |    |    |    |    |
| Risultato | N | P  | V | P  | N  | N  | P  | V  | V | N  | V  | V  | P  | N  | V  | V  | P  | P  | V  | N  | V  | N  | V  | N  | V  | P  |    |    |    |    |    |    |    |    |
| Posizione | 7 | 12 | 8 | 10 | 12 | 11 | 12 | 10 | 8 | 9  | 7  | 5  | 6  | 6  | 5  | 4  | 4  | 6  | 7  | 5  | ?  | ?  | ?  | ?  | ?  | ?  |    |    |    |    |    |    |    |    |

Legenda:

Luogo: C = Casa; T = Trasferta. Risultato: R = Rinviata; V = Vittoria; N = Pareggio; P = Sconfitta.

### Statistiche individuali
| Giocatore        | MLS      | MLS  | MLS         | MLS        | Champions Cup | Champions Cup | Champions Cup | Champions Cup | Leagues Cup | Leagues Cup | Leagues Cup | Leagues Cup | Club World Cup | Club World Cup | Club World Cup | Club World Cup | Totale   | Totale | Totale      | Totale     |
| Giocatore        | Presenze | Reti | Ammonizioni | Espulsioni | Presenze      | Reti          | Ammonizioni   | Espulsioni    | Presenze    | Reti        | Ammonizioni | Espulsioni  | Presenze       | Reti           | Ammonizioni    | Espulsioni     | Presenze | Reti   | Ammonizioni | Espulsioni |
| ---------------- | -------- | ---- | ----------- | ---------- | ------------- | ------------- | ------------- | ------------- | ----------- | ----------- | ----------- | ----------- | -------------- | -------------- | -------------- | -------------- | -------- | ------ | ----------- | ---------- |
| P. Arriola       | 2        | 0    | 0           | 0          | 4             | 2             | 0             | 0             | -           | -           | -           | -           | -              | -              | -              | -              | 6        | 2      | 0           | 0          |
| C. Baker         | 2        | 0    | 0           | 0          | -             | -             | -             | -             | -           | -           | -           | -           | -              | -              | -              | -              | 2        | 0      | 0           | 0          |
| R. Baker-Whiting | 10       | 0    | 4           | 1          | -             | -             | -             | -             | 1           | 0           | 0           | 0           | 2              | 0              | 0              | 0              | 13       | 0      | 4           | 1          |
| J. Bell          | 17       | 0    | 1           | 1          | 1             | 0             | 0             | 0             | -           | -           | -           | -           | 3              | 0              | 0              | 0              | 21       | 0      | 1           | 1          |
| S. Brunell       | 1        | 1    | 0           | 0          | -             | -             | -             | -             | 1           | 0           | 0           | 0           | -              | -              | -              | -              | 2        | 1      | 0           | 0          |
| O. De Rosario    | 8        | 1    | 2           | 0          | -             | -             | -             | -             | 3           | 2           | 1           | 0           | 1              | 0              | 0              | 0              | 12       | 3      | 3           | 0          |
| J. Ferreira      | 24       | 3    | 2           | 0          | 4             | 0             | 0             | 0             | 3           | 1           | 0           | 0           | 3              | 0              | 0              | 0              | 34       | 4      | 2           | 0          |
| S. Frei          | 19       | -22  | 0           | 0          | 3             | -5            | 0             | 0             | -           | -           | -           | -           | 3              | -7             | 0              | 0              | 25       | -34    | 0           | 0          |
| Y. Gómez         | 19       | 0    | 3           | 0          | 4             | 0             | 0             | 0             | 2           | 1           | 0           | 0           | -              | -              | -              | -              | 25       | 1      | 3           | 0          |
| S. Hawkins       | 3        | 0    | 0           | 0          | -             | -             | -             | -             | -           | -           | -           | -           | -              | -              | -              | -              | 3        | 0      | 0           | 0          |
| João Paulo       | 8        | 0    | 3           | 0          | 2             | 0             | 0             | 0             | -           | -           | -           | -           | 1              | 0              | 0              | 0              | 11       | 0      | 3           | 0          |
| R. Kent          | 15       | 0    | 0           | 0          | -             | -             | -             | -             | 2           | 0           | 0           | 0           | 3              | 0              | 0              | 0              | 20       | 0      | 0           | 0          |
| K.-H. Kim        | 12       | 0    | 3           | 0          | -             | -             | -             | -             | 3           | 0           | 0           | 0           | 1              | 0              | 0              | 0              | 16       | 0      | 3           | 0          |
| K. Kossa-Rienzi  | 16       | 2    | 4           | 1          | 2             | 0             | 0             | 0             | 2           | 0           | 1           | 0           | 2              | 0              | 0              | 0              | 22       | 2      | 5           | 1          |
| D. Leyva         | 11       | 0    | 2           | 0          | 2             | 0             | 0             | 0             | 2           | 0           | 0           | 0           | 1              | 0              | 0              | 0              | 16       | 0      | 2           | 0          |
| G. Minoungou     | 15       | 0    | 0           | 0          | 4             | 0             | 0             | 0             | 1           | 1           | 2           | 1           | 2              | 0              | 0              | 0              | 22       | 1      | 2           | 1          |
| J. Morris        | 10       | 4    | 0           | 0          | 4             | 0             | 0             | 0             | -           | -           | -           | -           | 1              | 0              | 0              | 0              | 15       | 4      | 0           | 0          |
| D. Musovski      | 23       | 10   | 4           | 0          | 3             | 1             | 0             | 0             | 3           | 1           | 1           | 0           | 3              | 0              | 0              | 0              | 32       | 12     | 5           | 0          |
| Nouhou           | 21       | 1    | 4           | 2          | 4             | 0             | 1             | 0             | 2           | 1           | 0           | 0           | 2              | 0              | 1              | 0              | 29       | 2      | 6           | 2          |
| J. Ragen         | 16       | 0    | 5           | 0          | 4             | 0             | 0             | 0             | 3           | 0           | 0           | 0           | 3              | 0              | 1              | 0              | 26       | 0      | 6           | 0          |
| A. Roldán        | 22       | 0    | 2           | 0          | 4             | 0             | 0             | 0             | 3           | 0           | 1           | 0           | 3              | 0              | 0              | 0              | 32       | 0      | 3           | 0          |
| C. Roldan        | 25       | 1    | 3           | 0          | 3             | 0             | 0             | 0             | 3           | 0           | 0           | 0           | 3              | 1              | 0              | 0              | 34       | 2      | 3           | 0          |
| P. Rothrock      | 25       | 3    | 2           | 0          | 4             | 0             | 0             | 0             | 2           | 0           | 0           | 0           | 3              | 0              | 1              | 0              | 34       | 3      | 3           | 0          |
| A. Rusnák        | 23       | 10   | 2           | 0          | 3             | 1             | 1             | 0             | 3           | 0           | 0           | 0           | 3              | 1              | 0              | 0              | 32       | 12     | 3           | 0          |
| A. Thomas        | 7        | -15  | 0           | 0          | 1             | -1            | 0             | 0             | 3           | -2          | 0           | 0           | -              | -              | -              | -              | 11       | -18    | 0           | 0          |
| O. Vargas        | 23       | 2    | 4           | 0          | 3             | 0             | 1             | 0             | 3           | 1           | 0           | 0           | 3              | 0              | 0              | 0              | 32       | 3      | 5           | 0          |
| P. de la Vega    | 23       | 3    | 0           | 0          | 3             | 3             | 0             | 0             | 3           | 2           | 0           | 0           | 2              | 0              | 0              | 0              | 31       | 8      | 0           | 0          |